# Karsten Heinz
Karsten Heinz (* 12. Oktober 1960 in Premnitz) ist ein deutscher Handballtrainer und ehemaliger Handballtorwart.
Seine Karriere als Spieler begann Karsten Heinz bei der BSG Chemie Premnitz. Von dort wechselte er im Jahr 1974 zur Sportschule des ASK Frankfurt/Oder. Ab 1979 war er beim SC Empor Rostock aktiv, von 1984 bis 1994 bei der BSG Stahl Brandenburg.
Sowohl mit Rostock als auch mit Brandenburg spielte er in der höchsten Spielklasse der DDR, der Oberliga.
1994 wechselte er zurück nach Premnitz, sieben Jahre später nach Wusterwitz und ein Jahr später wurde er dort Trainer; dieses Amt übte er bis zum Frühjahr 2006 aus. Ab Herbst 2006 war er Trainer beim SV 63 Brandenburg-West, zunächst in der B-Jugend, ab 2007 bei der 2. Männer-Mannschaft und in der Saison 2011/2012 ist er Co-Trainer der in der 3. Liga spielenden ersten Männer-Mannschaft.